# アルセーヌ・プジョー
アルセーヌ・プジョー（英語: Arsène Paulin Pujo、1861年12月16日 - 1939年12月31日）は、ルイジアナ州カルカシュー郡レイクチャールズ出身のアメリカ合衆国下院議員。金融業の企業連合である「マネートラスト」の調査を行った「プジョー委員会」の委員長を務めたことで知られる。

## 生涯
1886年にルイジアナ州で弁護士事務所を開業した後、1903年に民主党から下院議員として出馬し当選した。1908年に米国の金融制度改革のため欧州の銀行制度を学ぶ国家金融委員会のメンバーとなり、1911年には下院通貨銀行委員会の委員長に任命された。1912年、国家金融委員会とは別に委員会を立ち上げる許可を議会から得てマネートラストに関する調査を行う「プジョー委員会」を設置し、その委員長に就任した。1913年に政界を引退した後はルイジアナ州で弁護士業を続け、1939年に死去した。